# 聖母子 (ボウツ)
『聖母子』（せいぼし、蘭: Maria met Kind、英: Virgin and Child）は、初期フランドル派の画家ディルク・ボウツが1455-1460年ごろ、板上に油彩で描いた絵画で、その所有者に共感を呼び起こす個人祈祷用として小さなサイズで構想された。聖母マリアが幼子イエス・キリストを抱く姿だけを描く図像のモティーフは、ビザンチン美術に遡るものである。作品は1915年にシオドア・M・デイヴィス (Theodore M. Davis) から寄贈されて以来、ニューヨークのメトロポリタン美術館に所蔵されている。

## 作品
15世紀後半のフランドルの画家たちは、14世紀イタリアの無名の画家が制作した金地の『カンブレーの聖母』 (カンブレー大聖堂蔵) を明らかに知っていた。ボウツの本作と同様の構図を持つこの作品は1451年に大聖堂に設置されたが、当時は聖ルカが描いた聖母像を直に模したものと考えられており、奇蹟を起こす像として崇拝されていた。この絵画は、ボウツの本作の着想源となりえたであろう。また、近年の研究では、別の可能性としてフランドルに届いたビザンチン美術のイコン画、たとえば『ウラジーミルの聖母』 (トレチャコフ美術館、モスクワ) の模写か、同様の別の作品がボウツの手本になったのではないかと論じられている。
しかしながら、ボウツは、金地の背景とビザンチン美術に見られる光輪 (宗教美術) を除去した。聖母マリアと幼子イエスの感情の交流を描くことに焦点を絞っており、背景は暗い無地である。イエスは少しやつれているような母に抱きつきながら、その頬に自分の頬を寄せている。聖母とイエスの身体は触覚的に塑像され、生きて呼吸しているような存在感が高められている。画家は、彼らを当時の普通の母子のようにとらえていたと考えることもできるであろう。
聖母はしばしば赤いマントを身に着けた姿で描かれるが、本作の彼女は暗い青色の衣服を纏っているだけで、豪華な布地、宝飾品、明るい色彩といった表現をすべて放棄された姿で表されている。白い布は、将来イエスが十字架から降ろされる時に、その亡骸を包むために使われる布を示唆している。

## ギャラリー

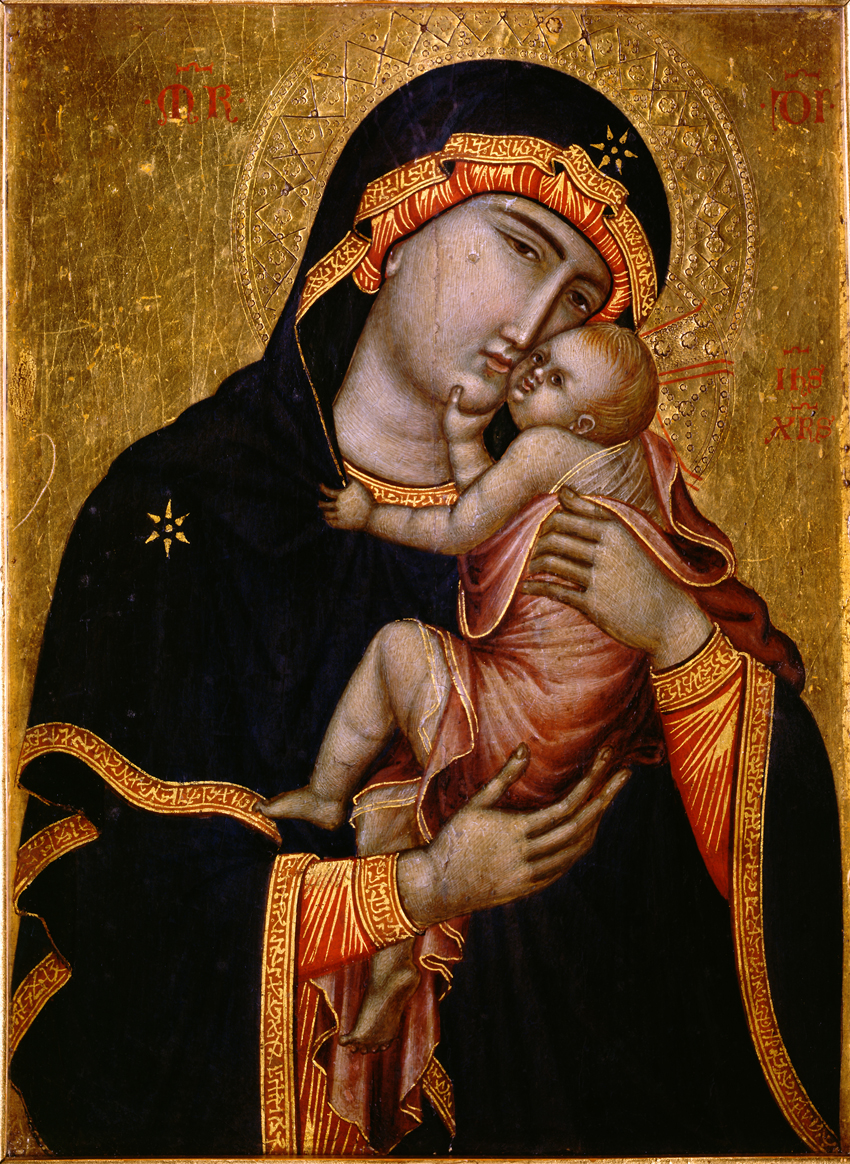
『カンブレーの聖母』 (1340年ごろ、カンブレー大聖堂（英語版）)
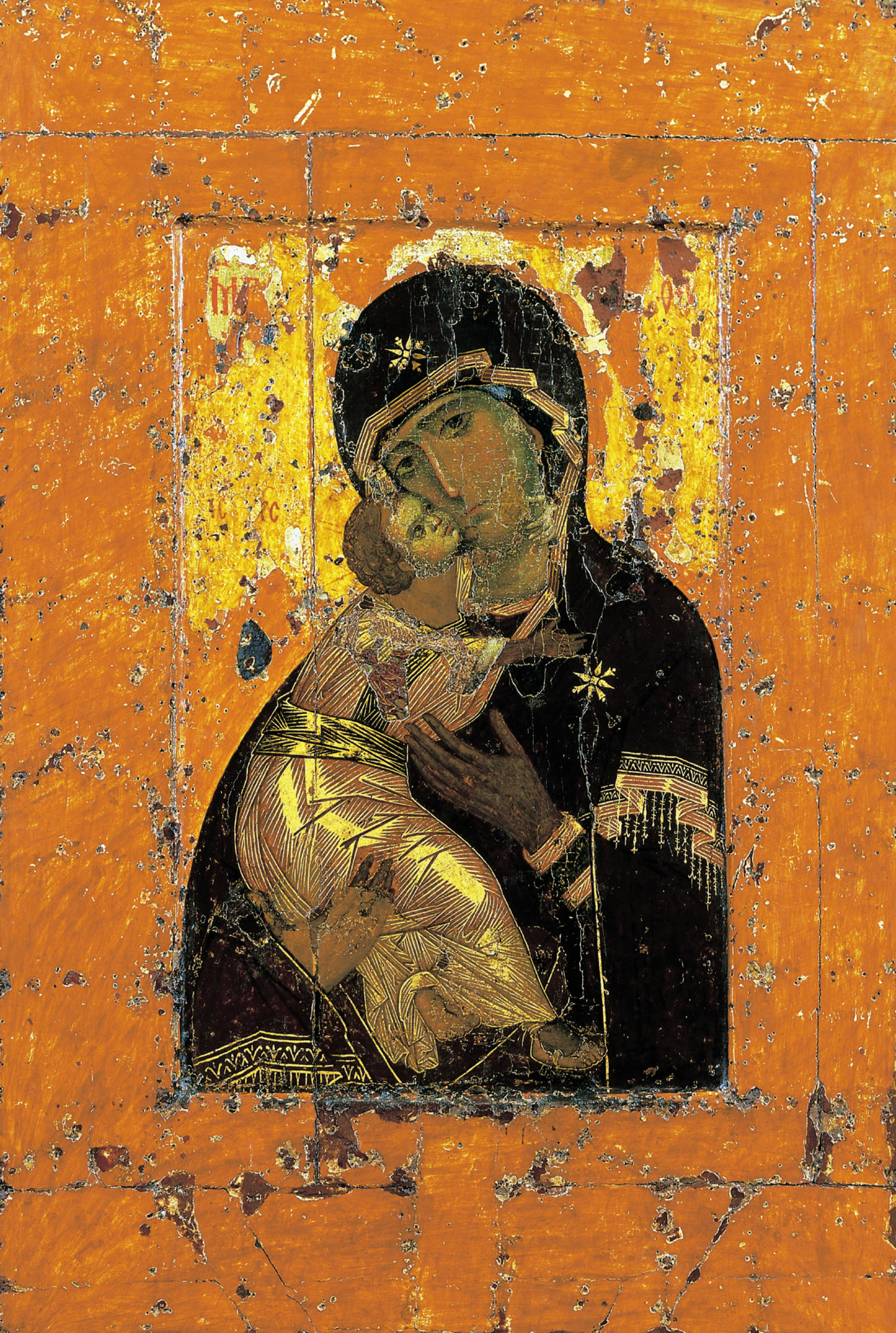
『ウラジーミルの聖母』 (制作年不詳、トレチャコフ美術館、モスクワ)